# Kortesaari (ö i Södra Savolax, Nyslott, lat 62,16, long 28,05)
Kortesaari är en ö i Finland. Den ligger i sjön Haukivesi och i kommunen Rantasalmi i den ekonomiska regionen  Nyslotts ekonomiska region  och landskapet Södra Savolax, i den sydöstra delen av landet, 270 km nordost om huvudstaden Helsingfors. Öns största längd är 1,8 kilometer i öst-västlig riktning.